# Nesbyen
Nesbyen este o localitate din comuna Nes, provincia Buskerud, Norvegia, cu o suprafață de 2,7 km² și o populație de 2.159 locuitori (2013).